# Il Signore degli Anelli - La Compagnia dell'Anello
Il Signore degli Anelli - La Compagnia dell'Anello (The Lord of the Rings: The Fellowship of the Ring) è un film colossal del 2001 co-sceneggiato, diretto e co-prodotto da Peter Jackson.
La pellicola è l'adattamento cinematografico dell'omonima prima parte del romanzo di J. R. R. Tolkien, ha avuto due sequel, Il Signore degli Anelli - Le due torri (2002) e Il Signore degli Anelli - Il ritorno del re (2003), ed è il primo lungometraggio della trilogia de Il Signore degli Anelli.
Il film ha ottenuto un grande successo di critica e incassi, aggiudicandosi anche vari riconoscimenti, tra cui quattro premi Oscar su tredici candidature e quattro British Academy Film Awards. Nel 2021 è stato scelto per la conservazione nel National Film Registry della Biblioteca del Congresso degli Stati Uniti.

## Trama
Nella Seconda Era, Sauron, l'Oscuro Signore di Mordor, donò tre anelli ai re degli elfi, sette ai re dei nani e nove agli uomini; tutti loro, però, furono ingannati dall'Oscuro Signore, il quale forgiò l'Unico Anello, in grado di controllare tutti gli altri. I popoli della Terra di Mezzo caddero sotto il potere dell'Anello, ma un'ultima alleanza tra uomini ed elfi affrontò le armate di Mordor in battaglia, dove Isildur, figlio del re degli uomini Elendil, tagliò a Sauron il dito al quale era infilato l'Anello, ottenendo così la vittoria. Egli, preso l'Anello, si lasciò corrompere dal suo potere e ignorò il consiglio dell'elfo Elrond di gettarlo tra le fiamme del vulcano Monte Fato, per sconfiggere definitivamente il nemico. Questa scelta gli costò la vita, portò alla rovina la razza degli uomini e alla perdita dell'Unico Anello il quale, in seguito, pervenne alla creatura Gollum, anche lui consumato dal suo potere. L'Anello, infine, abbandonò Gollum e fu raccolto dall'hobbit Bilbo Baggins.
Nel presente, lo stregone Gandalf arriva a Hobbiville per i festeggiamenti dei 111 anni del suo amico Bilbo il quale, durante la festa, indossa l'Anello e scompare nel nulla, con l'intenzione di fuggire a Gran Burrone; Gandalf però lo convince a lasciare l'Anello al nipote Frodo Baggins. Dopo qualche tempo, Gandalf torna a Hobbiville e studia l'Anello, scoprendo, gettandolo nel fuoco, un'incisione in linguaggio nero, capendo che Sauron è tornato e ha inviato i Nazgûl, spettri che un tempo erano i nove re umani, a cercare l'Anello. Frodo parte per il villaggio di Brea, accompagnato dal suo giardiniere Samvise "Sam" Gamgee, mentre Gandalf si dirige a Isengard per riferire a Saruman il Bianco, capo dell'Ordine degli stregoni, quanto accaduto e ottenere consigli. Saruman, tuttavia, ha deciso di schierarsi dalla parte di Sauron: nasce così uno scontro, da cui Gandalf esce sconfitto venendo imprigionato nella torre di Orthanc. Saruman, su ordine di Sauron, crea un esercito di orchi Uruk-hai, molto più potenti dei normali orchi; nel frattempo, Gandalf scappa con l'aiuto della Grande Aquila Gwaihir.
Al viaggio di Frodo e Sam si uniscono anche gli hobbit Meriadoc "Merry" Brandibuck e Peregrino "Pipino" Tuc; i quattro vengono intercettati dai Cavalieri Neri, ma riescono a raggiungere la locanda del Puledro Impennato a Brea, dove Gandalf aveva loro dato appuntamento; ma lo stregone è assente. Frodo, per sbaglio, indossa l'Anello, attirando così i Cavalieri Neri, i quali raggiungono Brea per attaccare gli hobbit, ma un ramingo, conosciuto come Grampasso, li salva, per poi partire con loro per Gran Burrone. Durante la sosta a Colle Vento, però, sono raggiunti dai Nazgûl, il cui capo ferisce Frodo con un pugnale di Morgul. Frodo, però, viene soccorso dalla principessa Arwen, figlia di Elrond, che lo conduce a Gran Burrone proteggendolo dai nove spettri: qui Frodo viene curato e, al suo risveglio, incontra Gandalf, i suoi amici hobbit e anche suo zio Bilbo. Elrond convoca a Gran Burrone un consiglio con i rappresentanti dei Popoli Liberi della Terra di Mezzo, tra cui: Gimli per i nani, Legolas per gli elfi e Boromir per gli uomini. Viene deciso di distruggere l'Anello gettandolo nel Monte Fato, dove fu forgiato. Frodo si offre per compiere la missione e a lui si uniscono Gandalf, Grampasso (il cui vero nome è Aragorn, erede di Isildur e del trono di Gondor), Legolas, Gimli, Boromir, Sam, Merry e Pipino.
La Compagnia si dirige alla Breccia di Rohan ma, essendo il passaggio sorvegliato dalle spie di Saruman, decide di affrontare il passo di Caradhras. Saruman, però, ostacola il gruppo, costringendolo a passare per le miniere di Moria, regno di Balin, cugino di Gimli. Giunti alle miniere scoprono che tutti i nani sono stati sterminati dai goblin. Durante il viaggio, Frodo e Gandalf si accorgono che la Compagnia è seguita da Gollum, che si credeva fosse ancora imprigionato a Barad-dûr, fortezza di Sauron. La Compagnia giunge alla tomba di Balin, dove viene attaccata dai goblin e da un troll di caverna. I nove compagni, dopo averli sconfitti, si recano al ponte di Khazad-dûm, dove li aggredisce un Balrog, un demone del mondo antico: Gandalf, per salvare la Compagnia, si scontra con lui e, apparentemente, ha la meglio, facendo precipitare il mostro nell'abisso; il Balrog, però, usa la sua frusta infuocata per trascinarlo con sé. Aragorn guida la Compagnia al bosco di Lothlórien, regno di Celeborn e della dama della luce Galadriel. La Compagnia lascia il regno di Galadriel con gli omaggi ricevuti dagli elfi e continua il viaggio lungo il fiume. Nel frattempo, gli Uruk-hai di Saruman, comandati da Lurtz, sono sulle tracce della Compagnia, con l'ordine di catturare gli hobbit e portarli vivi al cospetto dello stregone.
Mentre si riposano sulla sponda del fiume, Boromir, offuscato nella ragione a causa della vicinanza all'Anello, aggredisce Frodo tentando di sottrarglielo e l'hobbit, impaurito, lo indossa. Sopraggiungono, intanto, gli Uruk-hai e il primo ad affrontarli è Aragorn, consentendo a Frodo di fuggire; in suo aiuto giungono anche Legolas e Gimli. Merry e Pipino, per salvare Frodo, richiamano l'attenzione degli Uruk-hai, che li rapiscono. Nel frattempo, Boromir li raggiunge per aiutarli, ma viene trafitto dalle frecce di Lurtz; nonostante Aragorn riesca a uccidere l'orco, Boromir muore. Nel frattempo, Frodo, deciso a proseguire la missione da solo, sale su una canoa, ma l'amico fidato Sam, per mantenere la parola data a Gandalf, non vuole abbandonarlo; così i due proseguono il viaggio insieme. Aragorn, Legolas e Gimli, intanto, partono alla ricerca di Merry e Pipino.

## Personaggi
Come nei successivi film della trilogia, La Compagnia dell'Anello è noto per il suo cast corale, in cui compaiono i seguenti personaggi:

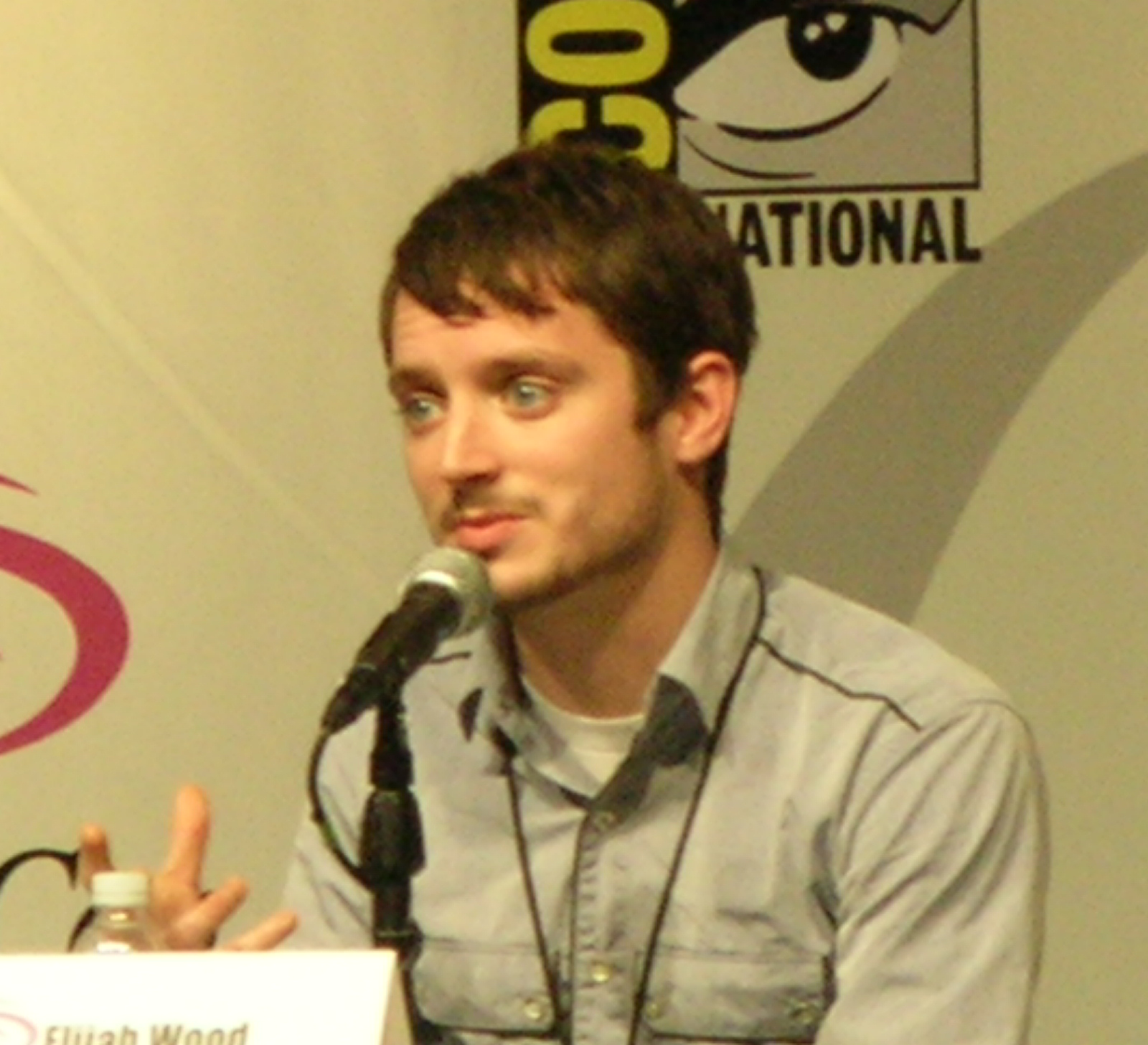
Elijah Wood nel 2009

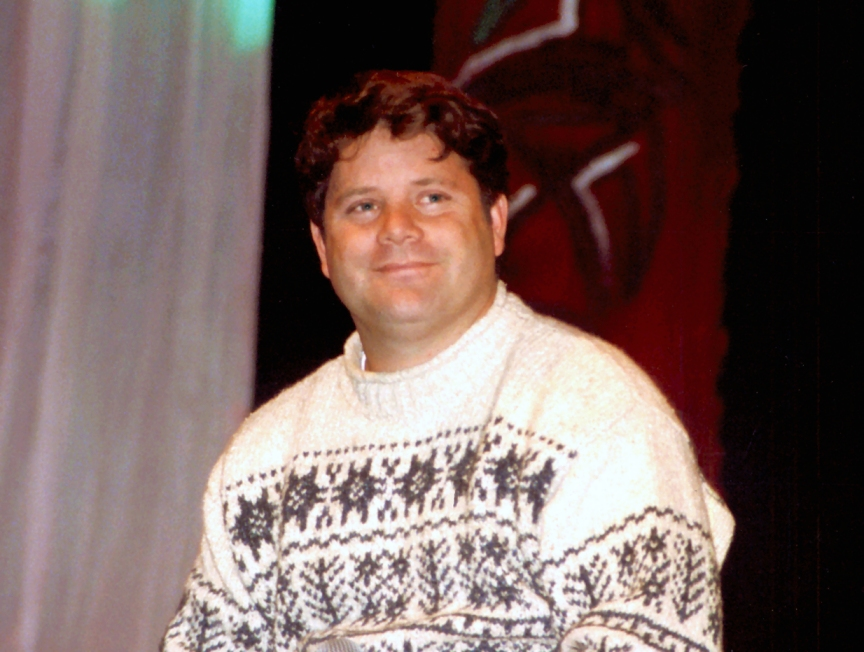
Sean Astin nel 2006

- Frodo Baggins, interpretato da Elijah Wood: un giovane hobbit che eredita l'Unico Anello dallo zio Bilbo.
- Gandalf il Grigio, interpretato da Sir Ian McKellen: uno stregone Istari e mentore di Frodo.
- Arwen, interpretata da Liv Tyler: la figlia del Re degli elfi Elrond, è innamorata di Aragorn.
- Aragorn, interpretato da Viggo Mortensen: l'erede al trono di Gondor, innamorato di Arwen.
- Samvise "Sam" Gamgee, interpretato da Sean Astin: un hobbit, giardiniere e amico di Frodo Baggins.
- Galadriel, interpretata da Cate Blanchett: la sovrana di Lothlórien insieme a suo marito Celeborn.
- Gimli, interpretato da John Rhys-Davies: un nano che si unisce alla Compagnia.
- Peregrino "Pipino" Tuc, interpretato da Billy Boyd: un hobbit amico di Frodo e Sam.
- Meriadoc "Merry" Brandibuck, interpretato da Dominic Monaghan: un hobbit amico di Frodo e Sam.
- Legolas, interpretato da Orlando Bloom: un elfo amico di Aragorn.
- Saruman il Bianco, interpretato da Sir Christopher Lee: il capo dei maghi Istari.
- Elrond, interpretato da Hugo Weaving: il Signore di Gran Burrone.
- Boromir, interpretato da Sean Bean: il figlio primogenito del sovrintendente di Gondor.
- Bilbo Baggins, interpretato da Ian Holm: un hobbit, zio di Frodo.
- Gollum, interpretato da Andy Serkis: un hobbit di nome Sméagol, trasformatosi dopo essere entrato in possesso dell'Unico Anello. Serkis lo ha interpretato usando la tecnica del motion capture.
- Celeborn, interpretato da Marton Csokas: il marito di Galadriel.
- Haldir, interpretato da Craig Parker: il capitano degli elfi al servizio di Galadriel.
- Lurtz, interpretato da Lawrence Makoare: il capo degli Uruk-hai creati da Saruman.

Inoltre Sala Baker interpreta Sauron, l'Oscuro Signore di Mordor che ha creato l'Unico Anello, mentre il regista Peter Jackson appare in un cameo quando gli hobbit entrano a Brea. Anche John Howe e Alan Lee compaiono nel film in un cameo: sono due dei nove uomini che ricevono gli anelli da Sauron.

## Produzione

### Sviluppo
Già in tenera età, Jackson aveva avuto modo di apprezzare il romanzo Il Signore degli Anelli dopo aver guardato la versione cinematografica animata del 1978 di Ralph Bakshi. Il film entusiasmò il regista al punto da spingerlo a leggere parti del romanzo durante un viaggio di dodici ore da Wellington ad Auckland quando aveva diciotto anni.
(Il regista Peter Jackson.)
Dopo che la Universal Studios ha rifiutato il remake di King Kong proposto da Jackson, il regista ha deciso di dirigere l'adattamento cinematografico del romanzo di Tolkien, iniziando, quindi, a scrivere la sceneggiatura insieme a sua moglie e ad altri sceneggiatori. La casa di produzione Miramax Films ha cercato di imporre a Jackson di dirigere l'adattamento in un unico film, ma il regista ha ottenuto di girarlo in due parti. Quando la produzione del film era andata oltre i limiti del budget imposto, la New Line Cinema ne ha rilevato la titolarità, ampliando la trasposizione del libro da due a tre film, per rispettare meglio i tempi della saga di Tolkien e credendo fino in fondo nel progetto. La fase di pre-produzione della trilogia dei film si è avviata nel 1997 ed è durata quasi tre anni.

### Sceneggiatura
Peter Jackson e sua moglie Fran Walsh hanno iniziato a scrivere la prima sceneggiatura subito dopo l'abbandono del progetto del remake di King Kong. Per semplificare il lavoro, Jackson e sua moglie hanno chiesto a Botes Costa di scrivere una sinossi del libro che avrebbero poi letto. La prima sceneggiatura dell'opera, corrispondente a La Compagnia dell'Anello, presentava molte differenze con la sceneggiatura finale e aveva più punti in comune con il libro di Tolkien. Tra le numerose differenze ci sono: la visita a Edoras di Gwaihir e Gandalf dopo la fuga da Isengard, Gollum attacca Frodo quando la compagnia è ancora unita, Maggot, Glorfindel, Radagast, Elladan ed Elrohir sono presenti nella sceneggiatura, Bilbo assiste al Consiglio di Elrond e Sam si guarda nello specchio di Galadriel.
Durante la metà del 1997 Jackson e Walsh hanno iniziato a rimaneggiare la sceneggiatura insieme a Stephen Sinclair e la sua partner, Philippa Boyens, una grande fan del libro. Dopo 13-14 mesi il gruppo aveva concluso due sceneggiature, rispettivamente di 144 e 147 pagine. Sinclair ha lasciato il progetto a causa di alcuni obblighi teatrali. I cambiamenti rispetto alla prima sceneggiatura sono molti: "Sam non sa nulla dell'Anello inizialmente, contrariamente a Pipino e Merry che in seguito lo scopriranno e si offriranno volontariamente di seguire l'amico nel suo viaggio. La fuga di Gandalf da Isengard è vista attraverso vari flashback, mentre le scene riguardo Lothlórien sono completamente assenti. Denethor assiste al Consiglio di Elrond insieme a Boromir, suo figlio. Un'altra scena, completamente inventata e assente nel libro, vedeva Arwen, durante la fuga con Frodo, uccidere il Re stregone.
La terza versione della sceneggiatura è risultata quella finale, ma tuttavia presentava, come ogni adattamento, alcune licenze. Ad esempio i cambiamenti della personalità di alcuni protagonisti, oppure la mancanza di alcuni personaggi importanti, tra cui Tom Bombadil. Il finale del film, invece, è tratto dal primo capitolo de Le due torri, ovvero capitolo in cui Aragorn, Legolas e Gimli trovano Boromir in fin di vita (che gli racconta della cattura di Pipino e Merry) e decidono in seguito di andare alla ricerca degli hobbit rapiti dagli Uruk-hai.

### Cast
Prima dell'inizio delle riprese i principali attori si sono allenati per sei settimane nel combattimento con la spada (con Bob Anderson), nell'andare a cavallo e in barca. Jackson sperava che tali attività avrebbero permesso al cast di legare in modo che la chimica tra di essi fosse evidente sullo schermo e così facendo voleva farli abituare anche alla vita a Wellington. Gli attori, inoltre, vennero istruiti anche a pronunciare correttamente i versi narrati nell'opera di Tolkien. Dopo le riprese, i nove membri del cast, che hanno interpretato la Compagnia, si sono fatti tatuare la parola inglese "nove", scritta in Tengwar, con l'eccezione di John Rhys-Davies, la cui controfigura, invece, si è fatto il tatuaggio.

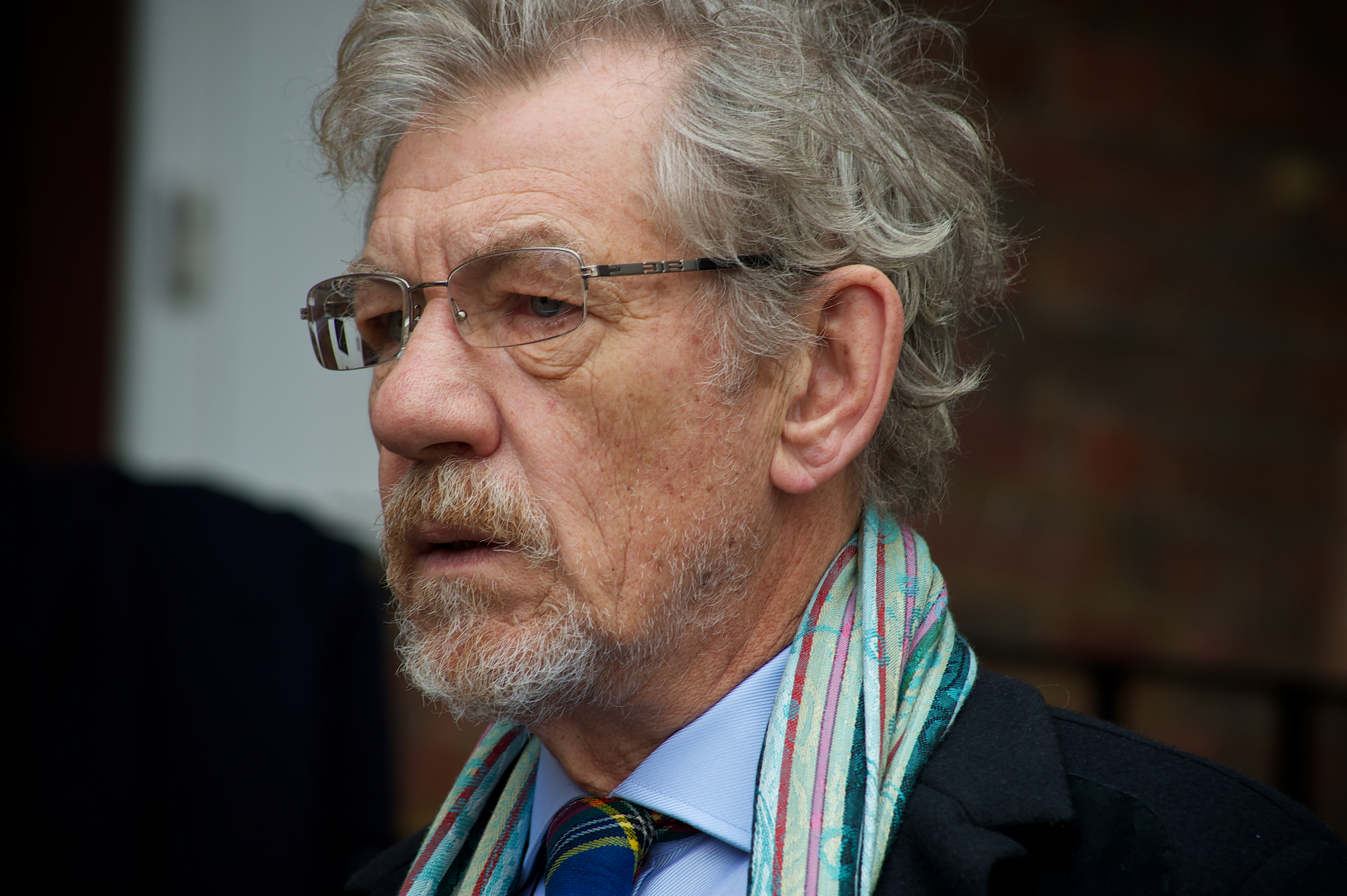
Sir Ian McKellen nel 2010

Elijah Wood è stato il primo attore a essere assunto il 7 luglio 1999. Wood era un fan del libro, e mandò un provino vestito da Frodo, leggendo alcune righe del romanzo. Wood è stato selezionato tra 150 attori candidati al ruolo, tra cui Jake Gyllenhaal. Per la parte di Gandalf era stato inizialmente avvicinato dalla produzione anche Sean Connery, però l'attore scozzese ha rifiutato la parte perché non intendeva stare diciotto mesi in Nuova Zelanda e anche perché lui stesso ha affermato di non essere mai riuscito a capire i romanzi di J. R. R. Tolkien. Patrick Stewart, invece, ha rivelato di aver rifiutato il ruolo poiché non aveva capito la sceneggiatura. Ian McKellen è stato così assunto. L'attore ha dichiarato di aver recitato ispirandosi al modo di parlare di Tolkien stesso (come fece lo scrittore per la parlata di Barbalbero, si dice, ispirata a C. S. Lewis).
Liv Tyler è stata assunta dopo la sua performance in Plunkett & Macleane il 25 agosto 1999. L'attrice si è affezionata molto ai membri del cast, in particolare a Orlando Bloom. Anche Helena Bonham Carter aveva espresso interesse per il ruolo. Per la parte di Aragorn era stato avvicinato Nicolas Cage, che però ha rifiutato il ruolo per motivi familiari. Stuart Townsend era entrato nel cast per interpretare Aragorn, ma è stato poi licenziato poiché considerato dal regista troppo giovane. Russell Crowe è stato considerato per sostituire Townsend, ma ha deciso di rifiutare poiché considerava il ruolo molto simile a quello di Massimo Decimo Meridio nel film Il gladiatore. Viggo Mortensen è stato avvicinato al progetto grazie al produttore Mark Ordesky che lo ha convinto ad accettare il ruolo.

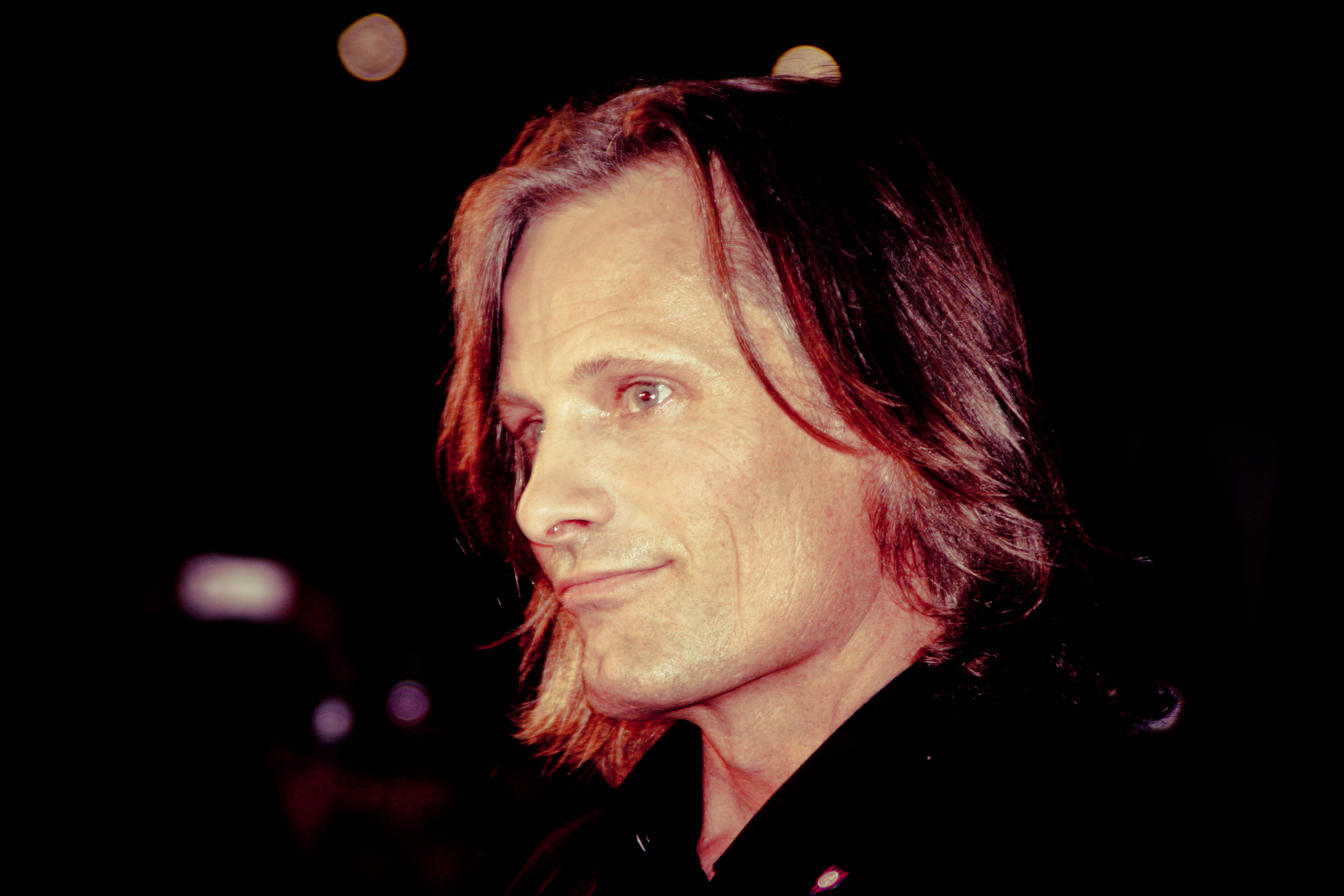
Viggo Mortensen nel 2009

Tilda Swinton è stata considerata per il ruolo di Galadriel, ma alla fine è stata bocciata perché l'attrice stava già interpretando un ruolo simile, la strega bianca Jadis in Le cronache di Narnia - Il leone, la strega e l'armadio. Inizialmente il ruolo di Galadriel era stato proposto a Kylie Minogue per via del suo viso molto simile alla descrizione letteraria del personaggio ma, a causa degli impegni della cantante, si è cercato un altro volto. Billy Connolly era stato invece considerato per il ruolo di Gimli. Orlando Bloom ha fatto l'audizione per il ruolo di Faramir che, in seguito, ha ottenuto David Wenham nel secondo film. Christopher Lee, a cui è stato affidato il ruolo di Saruman, ha rivelato di essere un grande fan delle opere di Tolkien, tanto da averlo incontrato una volta; l'attore ha fatto l'audizione per il ruolo di Gandalf, ma è stato giudicato troppo vecchio e così la parte è andata a Ian McKellen.
David Bowie aveva espresso interesse per il ruolo di Elrond, ma è stato poi bocciato dal regista, che lo ha affidato a Hugo Weaving. Bruce Willis, fan del libro, si è rivelato interessato a interpretare il personaggio di Boromir, mentre Liam Neeson è stato avvicinato per il ruolo, ma poi ha rifiutato dopo aver letto la sceneggiatura. Ian Holm nel 1981 aveva dato la voce a Frodo nell'adattamento animato prodotto dalla BBC. Sylvester McCoy è rimasto in trattative per sei mesi per il ruolo di Bilbo, finché Peter Jackson non ha assunto Holm.

### Riprese
Le riprese de La Compagnia dell'Anello si sono svolte in concomitanza con quelle delle due successive pellicole, sono iniziate l'11 ottobre 1999 e sono terminate il 22 dicembre 2000. Il film, come tutto il resto della trilogia cinematografica, è stato girato in Nuova Zelanda, in molti set sparsi per la nazione. Quello più particolare è lo scenario creato nella località di Matamata, nell'Isola del Nord, nella quale è stata ricreata l'ambientazione di Hobbiville; oggi la cittadina espone il cartello "Benvenuti a Hobbiville", all'ingresso, attirando così un discreto turismo di settore.

### Design e scenografia
(Alan Lee.)

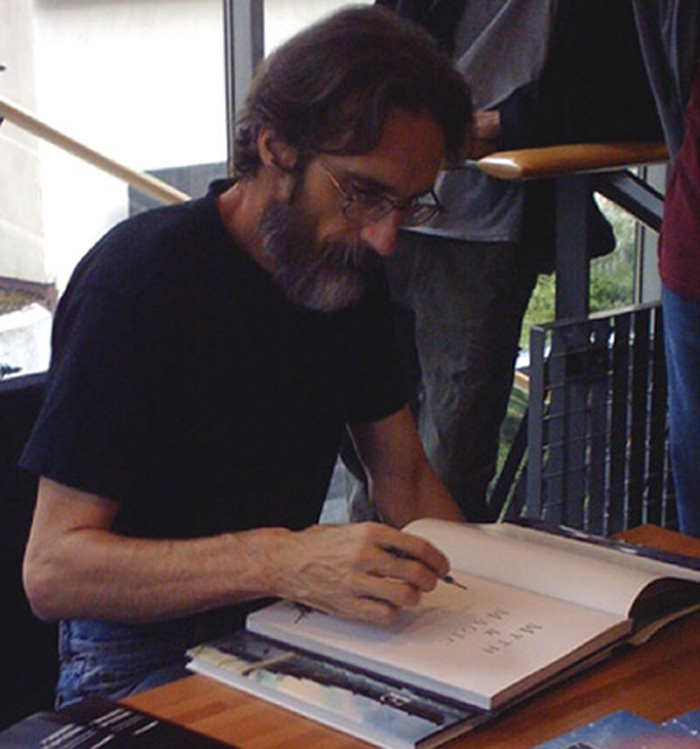
John Howe, scenografo del film

Il design della Terra di Mezzo è stato progettato a partire dal 1997. Jackson voleva che l'ambientazione del film fosse molto realistica. Alan Lee e John Howe sono stati assunti nel mese di novembre dello stesso anno, cominciando a creare l'ambientazione del film e le rispettive razze. Jackson ha incontrato Lee per la prima volta a Dartmoor, nel Regno Unito, dove è riuscito a convincerlo a partecipare al film. Howe era un famosissimo illustratore e aveva già illustrato parecchie scene tratte dal racconto di Tolkien che avrebbero, poi, contribuito all'ambientazione del film. Insieme a Peter Jackson, i due scenografi si sono riuniti a Matamata, nell'Isola del Nord, nella quale hanno ricreato l'ambientazione di Hobbiville. Per fare in modo che la cittadina sembrasse abitata da secoli, i campi e gli orti sono stati curati e coltivati per un anno intero prima di iniziare a girare, con l'aiuto di alcuni contadini locali; Jackson aveva a cuore che Hobbiville fosse resa il meglio possibile, poiché la sua vita semplice e tranquilla avrebbe dovuto simboleggiare quanto Frodo volesse proteggerla.

### Effetti speciali
Il film è caratterizzato da un ampio utilizzo di effetti speciali assolutamente innovativi e di modellini e diorama, sviluppati interamente dalla Weta Digital e dalla Weta Workshop, società cinematografiche fondate da Peter Jackson stesso. Per rendere la differenza di altezza e stazza tra umani, nani e hobbit sono state impiegate sia controfigure che tecniche di prospettiva forzata, quest'ultima applicata anche in set e scenografie appositamente costruiti. Gli interni di casa Baggins sono in realtà due set, uno in scala normale e l'altro più piccolo di circa un terzo: molte scene che prevedevano un'interazione, un passaggio di oggetti o un contatto tra i personaggi umani e quelli hobbit sono state girate separatamente e poi montate insieme con la tecnica del chroma key.
La grafica computerizzata, in particolare, è stata molto usata, sia nelle piccole ambientazioni (ad esempio la creazione del personaggio di Gollum, anche se in questo film il personaggio compare brevemente e sarà perfezionato nel sequel) che in altre scene: la scena della visione di Frodo sul seggio, gli Argonath sulle sponde dell'Anduin e la scena della battaglia iniziale tra uomini-elfi e orchi, per la quale sono state programmate migliaia di comparse digitali, in modo tale che avessero una discreta autosufficienza di movimento e azione. Il set finale di Amon Hen, invece, presenta diverse curiosità, poiché le scenografie digitali sono pochissime. Il set, infatti, è stato costruito interamente in polistirene. Il 1º aprile 1999, Ngila Dickson è stata assunta come costumista. Insieme a circa 40 sarte, Dickson ha progettato circa 19 000 costumi.

### Scene eliminate
Molte scene girate sono state eliminate dal montaggio cinematografico e sono state aggiunte nell'edizione estesa del film.

## Colonna sonora

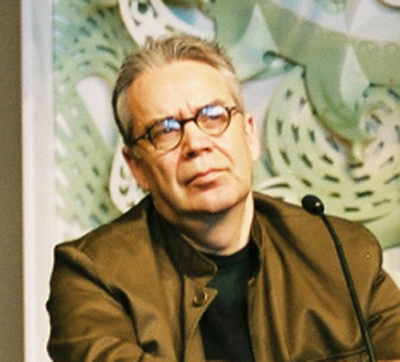
Il compositore Howard Shore

La colonna sonora originale per La Compagnia dell'Anello è stata composta da Howard Shore, in questo film alla sua prima collaborazione con Peter Jackson. Shore ha detto riguardo alla sua collaborazione nel film: «Devo ammettere che alle volte mi sono sentito come Frodo, con il peso dell'Anello nella tasca del mio gilè ma, pagina dopo pagina e poi nota dopo nota, sono riuscito a scoprire il complesso mondo di Tolkien». Il compositore, contrariamente a quanto ha fatto nei due seguiti, ha lavorato alla colonna sonora di questo primo film per quasi un anno. La colonna sonora è stata eseguita al London Philharmonic e al New Zealand Symphony ed è caratterizzata principalmente da voci soliste.
Due canzoni originali, The Council of Elrond (Aníron) (le cui parole sono state scritte da Roma Ryan) e il tema dei titoli di coda May It Be, sono stati composti e cantati da Enya. Quest'ultima ha ottenuto due candidature alla miglior canzone originale al premio Oscar e al Golden Globe nel 2002.
Edward Ross ha partecipato alla colonna sonora cantando la canzone In Dreams, composta da Shore.
L'album ha raggiunto la seconda posizione nelle classifiche Ö3 Austria Top 40 e in Finlandia, la terza nella Media Control Charts (dove è rimasta in classifica 34 settimane), la sesta in Danimarca e nella Sverigetopplistan, la settima nella Ultratop e nella MegaCharts (dove è rimasta in classifica 39 settimane), l'ottava nella ARIA Charts e nella Swiss Music Charts e la decima nella Official Albums Chart.

### Tracce
1. "The Prophecy" 3:55
2. "Concerning Hobbits" 2:55
3. "The Shadow of the Past" 3:32
4. "The Treason of Isengard" 4:00
5. "The Black Rider" 2:48
6. "At the Sign of the Prancing Pony" 3:14
7. "A Knife in the Dark" 3:34
8. "Flight to the Ford" 4:14
9. "Many Meetings" 3:05
10. "The Council of Elrond" 3:49
11. "The Ring Goes South" 2:03
12. "A Journey in the Dark" 4:20
13. "The Bridge of Khazad-dûm" 5:57
14. "Lothlórien" 4:33
15. "The Great River" 2:42
16. "Amon Hen" 5:02
17. "The Breaking of the Fellowship" 7:20
18. "May It Be"

## Promozione
Il primo trailer promozionale per La Compagnia dell'Anello è stato pubblicato sul web il 7 aprile 2000, stabilendo il record di 1,7 milioni di visualizzazioni nelle prime 24 ore dalla sua uscita; nel trailer è stata inserita la colonna sonora di Braveheart e Le ali della libertà. Nel 2001, al Festival di Cannes, sono stati mostrati 24 minuti del film, con la sequenza delle miniere di Moria (venendo ben accolti dal pubblico). La proiezione comprendeva anche una zona progettata per assomigliare alla Terra di Mezzo.

## Distribuzione

### Data di uscita
Il film è uscito nei cinema statunitensi il 19 dicembre 2001 e in Italia il 18 gennaio 2002.

### Edizione italiana
La direzione del doppiaggio e i dialoghi italiani sono stati curati da Francesco Vairano.

### Edizioni home video
Il film è stato pubblicato dalla New Line Cinema in DVD e in produzione limitata in VHS nell'agosto 2002. In DVD è stato pubblicato in edizione Widescreen, con sette minuti in meno rispetto alla versione cinematografica, poiché sono stati effettuati alcuni tagli di regia esclusivamente nei titoli di coda. La seconda edizione è la versione estesa del film, uscita sia in DVD sia in VHS, che consta di trenta minuti in più rispetto a quella cinematografica ed è uscita nel novembre 2002. Il film in versione estesa contiene ulteriori scene inedite ed è diviso in due tempi su due dischi, per un totale di quattro totali (gli altri due contengono extra). La versione cinematografica Blu-ray del film è uscita negli Stati Uniti il 14 settembre 2010, mentre la versione estesa è uscita il 28 giugno 2011. Sebbene non contenga scene inedite, l'edizione estesa in alta definizione dura venti minuti in più rispetto all'edizione estesa in DVD. Essa, infatti, include nei titoli di coda anche i nomi di tutti membri dei più noti fan club internazionali dedicati alla Terra di Mezzo che hanno partecipato al progetto di diventare "produttori associati accreditati" per la pubblicazione dell'edizione estesa in Blu-ray della trilogia. Questa iniziativa è stata lanciata della Warner Bros. nel 2010. Il 1º dicembre 2020 è uscito il cofanetto in Blu-ray 4K con una color correction rivista da Peter Jackson, e con tutti e tre i film in altrettante steelbook, in cui sono incluse sia la versione cinematografica (un disco) che estesa (divisa in due dischi).

## Accoglienza

### Incassi
Il film ha ottenuto successo fin dal debutto in sala, incassando a livello globale 888483037 $, di cui 319372078 $ in Nord America e 568468333 $ nel resto del mondo, a fronte di un budget di produzione di 93 milioni di dollari.
Il film è il secondo maggior incasso mondiale del 2001 e il secondo maggior incasso nel Nord America del 2001, in entrambi i casi dietro a Harry Potter e la Pietra Filosofale; inoltre è stato il quinto film con maggiori incassi nella storia del cinema.

#### Nord America
Nel primo giorno di programmazione il film ha incassato $18,2 milioni in 3,359 schermi. Nel week-end d'esordio ha ottenuto il primo posto al botteghino incassando $47,2 milioni, mentre nella prima settimana ha incassato di $94 milioni. Ha mantenuto il primo posto anche nel secondo week-end con $38,7 milioni, nel terzo week-end con $23 milioni e nel quarto week-end con $16,2 milioni, per poi scendere al terzo posto nel quinto fine settimana con $12,5 milioni.

#### Internazionale
Nel resto del mondo ha incassato 568468333 $ e i mercati maggiori sono stati Regno Unito ($90,5 milioni), Germania ($78,6 milioni), Giappone ($69,4 milioni), Francia ($35,6 milioni), Spagna ($28,3 milioni), Corea del Sud ($21 milioni), Messico ($15,8 milioni), Svezia ($15,8 milioni), Cina ($15,1 milioni) e Paesi Bassi ($13,5 milioni). In Italia ha incassato 22790222 €, che ne fa il 38º film col maggiore incasso di sempre.

### Critica
Il film è stato accolto molto positivamente dalla critica cinematografica. Sull'aggregatore di recensioni Rotten Tomatoes ha un indice di gradimento del 92% basato su 236 recensioni, con un voto medio di 8,2 su 10; il consenso critico del sito afferma: "Pieno di strabilianti effetti speciali e con un cast perfetto, Il Signore degli Anelli - La Compagnia dell'Anello dà vita al classico di J. R. R. Tolkien". Su Metacritic ottiene un punteggio di 92 su 100 basato su 34 recensioni.
Nel 2007, l'AFI lo ha inserito al cinquantesimo posto nella classifica dei cento migliori film statunitensi di tutti i tempi e al secondo posto nella classifica dei dieci migliori film fantasy di tutti i tempi nell'AFI's 10 Top 10 della American Film Institute. Il film occupa il 24º posto nella lista del 2008 dell'Empire dei 500 migliori film di tutti i tempi.

## Riconoscimenti
- 2002 - Premio Oscar[5]
  - Miglior fotografia a Andrew Lesnie
  - Migliori trucco e acconciatura a Peter Owen e Richard Taylor
  - Migliori effetti speciali a Jim Rygiel, Randall William Cook, Richard Taylor e Mark Stetson
  - Miglior colonna sonora originale ad Howard Shore
  - Candidatura al miglior film a Peter Jackson, Barrie M. Osborne e Fran Walsh
  - Candidatura al miglior regista a Peter Jackson
  - Candidatura al miglior attore non protagonista a Ian McKellen
  - Candidatura alla miglior sceneggiatura non originale a Peter Jackson, Fran Walsh e Philippa Boyens
  - Candidatura alla miglior scenografia a Grant Major e Dan Hennah
  - Candidatura ai migliori costumi a Ngila Dickson e Richard Taylor
  - Candidatura al miglior montaggio a John Gilbert
  - Candidatura al miglior sonoro a Gethin Creagh, Christopher Boyes, Michael Semanick e Hammond Peek
  - Candidatura alla miglior canzone originale (May It Be) a Enya
- 2002 - Golden Globe[45]
  - Candidatura al miglior film drammatico
  - Candidatura al miglior regista a Peter Jackson
  - Candidatura alla migliore colonna sonora ad Howard Shore
  - Candidatura alla migliore canzone (May It Be) a Enya
- 2002 - British Academy Film Award[6]
  - Miglior film a Peter Jackson, Barrie M. Osborne e Tim Sanders
  - Miglior regista a Peter Jackson
  - Miglior trucco a Peter Owen, Richard Taylor e Peter King
  - Migliori effetti speciali a Alex Funke, Jim Rygiel, Randall William Cook, Richard Taylor e Mark Stetson
  - Premio del Pubblico
  - Candidatura al miglior attore protagonista a Ian McKellen
  - Candidatura alla migliore sceneggiatura non originale a Peter Jackson, Fran Walsh e Philippa Boyens
  - Candidatura alla migliore colonna sonora ad Howard Shore
  - Candidatura alla migliore fotografia a Andrew Lesnie
  - Candidatura alla migliore scenografia a Grant Major
  - Candidatura ai migliori costumi a Ngila Dickson
  - Candidatura al miglior montaggio a John Gilbert
  - Candidatura al miglior sonoro a Gethin Creagh, Christopher Boyes, Michael Semanick, Hammond Peek, Ethan Van Der Ryn e Mike Hopkins
- 2002 - Screen Actors Guild Award
  - Miglior attore non protagonista a Ian McKellen
  - Candidatura al miglior cast
- 2001 - Chicago Film Critics Association Award
  - Miglior fotografia a Andrew Lesnie
  - Miglior colonna sonora ad Howard Shore
  - Candidatura al miglior film
  - Candidatura al miglior regista a Peter Jackson
- 2002 - Empire Award
  - Miglior film
  - Miglior attore protagonista a Elijah Wood
  - Miglior debutto a Orlando Bloom
  - Candidatura al miglior regista a Peter Jackson
  - Candidatura al miglior attore protagonista a Viggo Mortensen
  - Candidatura al miglior attore britannico a Sean Bean
  - Candidatura al miglior attore britannico a Ian McKellen
  - Candidatura al miglior debutto a Billy Boyd e Dominic Monaghan
- 2003 - Grammy Award
  - Migliore colonna sonora ad Howard Shore e John Kurlander
  - Candidatura alla miglior canzone (May It Be) a Enya, Nicky Ryan e Roma Ryan
- 2002 - Kansas City Film Critics Circle Awards
  - Miglior film
  - Miglior regista a Peter Jackson
- 2002 - MTV Movie Award
  - Miglior film
  - Migliore performance rivelazione maschile a Orlando Bloom
  - Candidatura alla miglior sequenza d'azione (La Battaglia nelle Miniere di Moria)
  - Candidatura al miglior combattimento a Ian McKellen e Christopher Lee
  - Candidatura alla migliore performance maschile a Elijah Wood
  - Candidatura al miglior cattivo a Christopher Lee
- 2001 - National Board of Review Awards
  - Miglior attrice non protagonista a Cate Blanchett
  - Migliore scenografia a Grant Major
  - Premio Speciale a Peter Jackson
- 2002 - Satellite Award
  - Miglior film d'animazione o a tecnica mista
  - Miglior montaggio a John Gilbert
  - Miglior sonoro a Gethin Creagh, Christopher Boyes, Michael Semanick e Hammond Peek
  - Candidatura al miglior attore non protagonista in un film drammatico a Ian McKellen
  - Candidatura alla miglior sceneggiatura non originale a Peter Jackson, Fran Walsh e Philippa Boyens
  - Candidatura alla migliore fotografia a Andrew Lesnie
  - Candidatura alla migliore scenografia a Grant Major
  - Candidatura ai migliori costumi a Ngila Dickson
  - Candidatura ai migliori effetti visivi ad Alex Funke, Jim Rygiel, Randall William Cook e Richard Taylor
- 2002 - Saturn Award
  - Miglior film fantasy
  - Miglior regista a Peter Jackson
  - Miglior attore non protagonista a Ian McKellen
  - Candidatura al Cinescape Genre Face of the Future Award a Orlando Bloom
  - Candidatura alla miglior sceneggiatura a Peter Jackson, Fran Walsh e Philippa Boyens
  - Candidatura ai migliori costumi a Ngila Dickson e Richard Taylor
  - Candidatura al miglior trucco a Peter Owen e Richard Taylor
  - Candidatura ai migliori effetti speciali a Jim Rygiel, Randall William Cook, Richard Taylor e Mark Stetson
  - Candidatura alla miglior colonna sonora ad Howard Shore
- 2002 - Premio Amanda
  - Candidatura al miglior film straniero a Peter Jackson
- 2003 - Awards of the Japanese Academy
  - Candidatura al miglior film straniero
- 2002 - Bogey Awards
  - Bogey Award in Titanio
- 2002 - Boston Society of Film Critics Award
  - Candidatura al miglior regista a Peter Jackson
- 2002 - Premio Bram Stoker
  - Candidatura alla migliore sceneggiatura a Peter Jackson, Fran Walsh e Philippa Boyens
- 2002 - Critics' Choice Movie Award
  - Migliore colonna sonora ad Howard Shore
  - Migliore canzone (May It Be) a Enya
  - Candidatura al miglior film
  - Candidatura al miglior regista a Peter Jackson
- 2013 - Critics' Choice Movie Award
  - Miglior film affiliante
- 2001 - Las Vegas Film Critics Society Award
  - Miglior regista a Peter Jackson
  - Migliore fotografia a Andrew Lesnie
  - Migliori costumi a Ngila Dickson e Richard Taylor
  - Migliori effetti speciali a Richard Taylor
  - Migliore colonna sonora ad Howard Shore
  - Miglior canzone (May It Be) a Enya
  - Candidatura al miglior film
  - Candidatura al miglior attore non protagonista a Ian Holm
  - Candidatura alla migliore sceneggiatura a Peter Jackson, Fran Walsh e Philippa Boyens
  - Candidatura al miglior montaggio a John Gilbert
- 2002 - Golden Reel Award
  - Miglior montaggio sonoro (Effetti sonori)
  - Candidatura al miglior montaggio sonoro
- 2001 - Phoenix Film Critics Society Awards
  - Miglior film
  - Miglior regista a Peter Jackson
  - Miglior cast
  - Migliore sceneggiatura non originale a Peter Jackson, Fran Walsh e Philippa Boyens
  - Migliore fotografia a Andrew Lesnie
  - Migliore scenografia a Grant Major
  - Migliori costumi a Ngila Dickson
  - Migliori effetti speciali a Jim Rygiel, Randall William Cook, Richard Taylor e Mark Stetson
  - Migliore colonna sonora ad Howard Shore
  - Migliore canzone (May It Be) a Enya
  - Candidatura al miglior trucco a Peter Owen e Richard Taylor
  - Candidatura al miglior montaggio a John Gilbert
- 2002 - Premio Robert
  - Miglior film statunitense a Peter Jackson
- 2001 - Southeastern Film Critics Association Awards
  - Miglior regista a Peter Jackson
  - Migliore sceneggiatura non originale a Peter Jackson, Fran Walsh e Philippa Boyens
  - Candidatura al miglior film
- 2002 - AFI Award
  - Film dell'anno a Peter Jackson, Barrie M. Osborne, Tim Sanders e Fran Walsh
  - Effetti speciali dell'anno a Jim Rygiel
  - Scenografo dell'anno a Grant Major
  - Candidatura al compositore dell'anno ad Howard Shore
- 2002 - ASCAP Award
  - Tom Box Office films ad Howard Shore
- 2002 - Eddie Award
  - Candidatura al miglior montaggio a John Gilbert
- 2002 - American Society of Cinematographers
  - Candidatura alla migliore fotografia a Andrew Lesnie
- 2002 - AACTA Award
  - Miglior film straniero a Peter Jackson, Barrie M. Osborne, Tim Sanders e Fran Walsh
- 2002 - Premio Bodil
  - Miglior film statunitense a Peter Jackson
- 2002 - Dallas-Fort Worth Film Critics Association Award
  - Migliore fotografia a Andrew Lesnie
  - Candidatura al miglior film
  - Candidatura al miglior regista a Peter Jackson
- 2002 - DGA Award
  - Candidatura al miglior regista a Peter Jackson
- 2002 - Premio Hugo
  - Miglior rappresentazione drammatica
- 2002 - Kids' Choice Award
  - Candidatura al miglior eroe maschile a Elijah Wood
- 2001 - Los Angeles Film Critics Association Award
  - Migliore colonna sonora ad Howard Shore
  - Candidatura alla migliore scenografia a Grant Major
- 2003 - People's Choice Award
  - Miglior film
- 2013 - People's Choice Award
  - Miglior film drammatico
  - Candidatura alla migliore saga
- 2002 - Science Fiction and Fantasy Writers of America
  - Migliore sceneggiatura a Peter Jackson, Fran Walsh e Philippa Boyens
- 2002 - Teen Choice Award
  - Candidatura al miglior film d'azione/di avventura/drammatico
  - Candidatura al miglior attore in un film d'azione/d'avventura/drammatico a Elijah Wood
  - Candidatura alla migliore attrice in un film d'azione/d'avventura/drammatico a Liv Tyler
- 2002 - WGA Award
  - Candidatura alla migliore sceneggiatura non originale a Peter Jackson, Fran Walsh e Philippa Boyens
- 2002 - Young Artist Award
  - Candidatura al miglior film drammatico per la famiglia
- 2004 - Young Artist Award
  - Jackie Coogan Award a Peter Jackson
- 2002 - Art Directors Guild
  - Candidatura alla migliore scenografia a Grant Major, Dan Hennah, Rob Outterside, Joe Bleakley, Mark Robins, Philip Ivey, Jules Cook e Ross McGarva
- 2009 - Austin Film Critics Association
  - Candidatura al miglior film del decennio
- 2001 - Awards Circuit Community Awards
  - Miglior regista a Peter Jackson
  - Miglior attore non protagonista a Ian McKellen
  - Miglior cast
  - Migliore sceneggiatura non originale a Fran Walsh, Philippa Boyens e Peter Jackson
  - Migliore fotografia a Andrew Lesnie
  - Migliore colonna sonora originale ad Howard Shore
  - Migliori effetti visivi
  - Candidatura al miglior film a Peter Jackson, Barrie M. Osborne, Tim Sanders e Fran Walsh
  - Candidatura al miglior montaggio a John Gilbert
- 2002 - Chlotrudis Awards
  - Migliore sceneggiatura non originale a Peter Jackson, Fran Walsh e Philippa Boyens
- 2002 - Cinema Audio Society
  - Miglior sonoro a Gethin Creagh, Christopher Boyes, Michael Semanick e Hammond Peek
- 2002 - Czech Lions
  - Candidatura al miglior film straniero a Peter Jackson
- 2002 - Florida Film Critics Circle Awards
  - Miglior regista a Peter Jackson
  - Migliore attrice non protagonista a Cate Blanchett
- 2005 - International Film Music Critics Award
  - Migliore colonna sonora ad Howard Shore, Peter Jackson, Fran Walsh e Paul Broucek
- 2011 - International Film Music Critics Award
  - Candidatura alla migliore colonna sonora ad Howard Shore, Ludwig Wicki, Jonathan Schultz e Alan Frey
- 2002 - Jupiter Award
  - Miglior film internazionale a Peter Jackson
  - Miglior regista internazionale a Peter Jackson
- 2002 - National Society of Film Critics Awards
  - Candidatura al miglior film
  - Candidatura al miglior regista a Peter Jackson
- 2002 - Online Film & Television Association
  - Miglior film a Fran Walsh, Peter Jackson, Barrie M. Osborne e Tim Sanders
  - Miglior regista a Peter Jackson
  - Miglior cast
  - Migliore sceneggiatura non originale a Fran Walsh, Philippa Boyens, Peter Jackson
  - Miglior casting a Victoria Burrows, John Hubbard, Amy Hubbard, Liz Mullane e Ann Robinson
  - Migliore colonna sonora originale ad Howard Shore
  - Migliore scenografia
  - Miglior trucco e acconciature a Marjory Hamlin, Peter King, Peter Owen, Richard Taylor e Gail Wilson
  - Miglior montaggio sonoro a Christopher Boyes, Michael Semanick, Gethin Creagh e Hammond Peek
  - Migliori effetti sonori a Ethan Van der Ryn
  - Migliori effetti visivi a Jim Rygiel, Randall William Cook, Richard Taylor e Mark Stetson
  - Miglior momento cinematico (Entrata nelle miniere di Moria)
  - Candidatura al miglior attore non protagonista a Ian McKellen
  - Candidatura alla migliore performance rivelazione maschile a Orlando Bloom
  - Candidatura alla migliore canzone originale (May It Be) a Enya, Nicky Ryan e Roma Ryan
  - Candidatura al miglior montaggio a John Gilbert
  - Candidatura alla migliore fotografia a Andrew Lesnie
  - Candidatura ai migliori costumi a Ngila Dickson e Richard Taylor
  - Candidatura alla migliore sequenza dei titoli
  - Candidatura al miglior momento cinematico (Prologo)
  - Candidatura al miglior website officiale
- 2002 - Online Film Critics Society Awards
  - Candidatura al miglior film
  - Candidatura al miglior regista a Peter Jackson
  - Candidatura al miglior cast
  - Candidatura al miglior attore non protagonista a Ian McKellen
  - Candidatura alla migliore sceneggiatura non originale a Peter Jackson, Fran Walsh e Philippa Boyens
  - Candidatura alla migliore fotografia a Andrew Lesnie
  - Candidatura alla migliore colonna sonora ad Howard Shore
- 2002 - PGA Awards
  - Candidatura al miglior produttore
- 2001 - Toronto Film Critics Association Award
  - Candidatura al miglior regista a Peter Jackson
  - Candidatura al miglior attore non protagonista a Ian McKellen
- 2002 - USC Scripter Award
  - Candidatura alla migliore sceneggiatura a Peter Jackson, Fran Walsh, Philippa Boyens e J. R. R. Tolkien
- 2002 - World Soundtrack Award
  - Migliore colonna sonora ad Howard Shore
  - Colonna sonora dell'anno ad Howard Shore
  - Candidatura al compositore dell'anno ad Howard Shore

## Altri media

### Videogioco
Nel 2002 è uscito Il Signore degli Anelli: La Compagnia dell'Anello, videogioco basato sulle vicende del film e sviluppato da Vivendi Games.

## Sequel / prequel

### Film

#### Il Signore degli Anelli
Il film ha avuto due sequel, Il Signore degli Anelli - Le due torri, uscito l'anno successivo e basato sull'omonima seconda parte del racconto, e Il Signore degli Anelli - Il ritorno del re, uscito nel 2003 e basato sull'omonima terza e ultima parte del racconto.

#### Lo Hobbit(2012-2014)
Tre prequel intitolati Lo Hobbit - Un viaggio inaspettato, Lo Hobbit - La desolazione di Smaug e Lo Hobbit - La battaglia delle cinque armate, diretti sempre da Jackson e tratti dal romanzo Lo Hobbit di J. R. R. Tolkien, sono usciti rispettivamente nel dicembre del 2012, 2013 e 2014.

### Serie televisiva

#### Il Signore degli Anelli - Gli Anelli del Potere(2022-in corso)
Nel settembre 2022 ha esordito la prima stagione della serie TV Il Signore degli Anelli - Gli Anelli del Potere; la serie è incentrata sugli eventi della Seconda Era dalla fondazione di Númenor, il regno antenato di Gondor e Arnor, passando per la forgiatura degli Anelli del Potere e arrivando infine alla Battaglia dell'Ultima Alleanza, riallacciandosi così ai film.